# Karna Petel
Karna Petel est un village de la commune de Mbe situé dans la région de l'Adamaoua et le département de la Vina au Cameroun.

## Population
En 2014, Karna Petel comptait 553 habitants dont 251 hommes et 302 femmes. En termes d'enfants, le village comptait 59 nourrissons (0-35 mois), 93 nourrissons (0-59 mois), 35 enfants (4-5 ans), 129 enfants (6-14 ans), 102 adolescents (12-19 ans), 192 jeunes (15-34 ans).

## Ressources naturelles
Une carrière de sable est présente au sein du village.
Un forage non fonctionnel pour accéder à l'eau est présent au sein du village ainsi qu'un puits fonctionnel.